# Romed Baumann
Romed Baumann (St. Johann in Tirol, Austria, 14 de enero de 1986) es un deportista austríaco que compite por Alemania en esquí alpino.
Ganó tres medallas en el Campeonato Mundial de Esquí Alpino entre los años 2011 y 2021. En la Copa del Mundo consiguió dos victorias y once podios en total.
Participó en tres Juegos Olímpicos de Invierno, entre los años 2010 y 2022, ocupando el quinto lugar en Vancouver 2010, y el séptimo en Pekín 2022, en la prueba de supergigante.

## Palmarés internacional
| Representando a Austria  |                                   |                   |                |
| Campeonato Mundial       |                                   |                   |                |
| Año                      | Lugar                             | Medalla           | Prueba         |
| 2011                     | Garmisch-Partenkirchen (Alemania) | Medalla de plata  | Equipo mixto   |
| 2013                     | Schladming (Austria)              | Medalla de bronce | Supercombinada |
| Representando a Alemania |                                   |                   |                |
| Campeonato Mundial       |                                   |                   |                |
| Año                      | Lugar                             | Medalla           | Prueba         |
| 2021                     | Cortina d'Ampezzo (Italia)        | Medalla de plata  | Supergigante   |